# Bratr

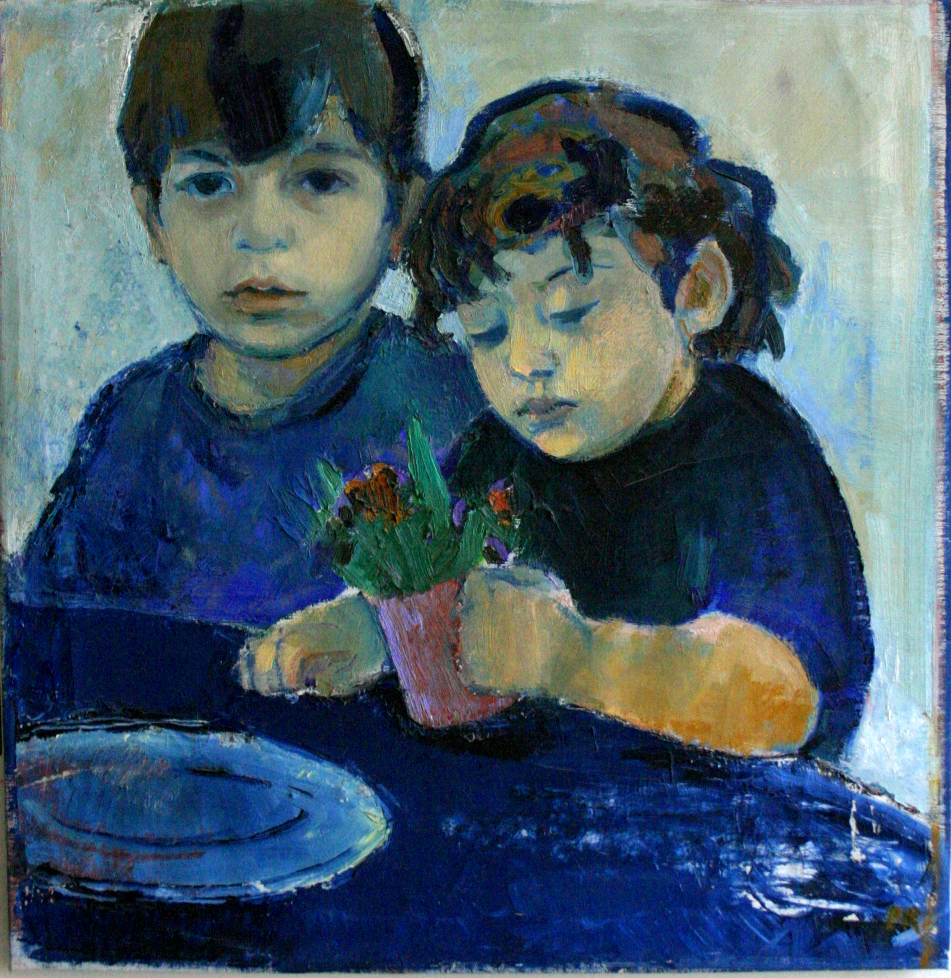
bratr vedle sestry

Bratr je běžné označení sourozence mužského pohlaví. Pro sourozence ženského pohlaví se používá výraz sestra.
Bratr se shodnými oběma rodiči se nazývá plnorodý, pouze s jedním rodičem polorodý, nepokrevní sourozenec nevlastní bratr.

## Další významy
Vztah sourozenců se považuje za důvěrný, proto se označení „bratr“ a „sestra“ používá přeneseně pro vyjádření důvěrného vztahu.
- Jako bratři se titulují též příslušníci bratrstev a jiných skupin, oslovení obvykle vyjadřuje, těsnou vzájemnou vazbu (např. příslušníci náboženství, řeholních řádů, politických stran jako KDU-ČSL nebo dříve ČSNS, skauti, sokolové, legionáři a podobně
- Zdravotní bratr – neformální označení mužského zdravotníka[1]
- Velký bratr (postava z Orwellova románu 1984) se přeneseně používá pro označení kohokoli, kdo špehuje obyvatelstvo a narušuje jejich soukromí
- V politice se bratrský se používá i o spojeneckých či jinak blízkých národech a státech, např. státy východního bloku, slovanské státy nebo Česko a Slovensko; může být zneužito k obhajobě zasahování do suverenity států jako tomu bylo v případě bratrské pomoci, termín označující invazi do Československa v srpnu 1968.